# リー・シャオルー
リー・シャオルー（李小璐, Li Xiaolu, 1982年9月30日 - ）は、中国の女優。

## 経歴
北京市出身。3歳から子役からとして活動し、1998年、『ラストエンペラー』で知られる女優ジョアン・チェンの初監督作『シュウシュウの季節』に主演。台湾版アカデミー賞の第35回金馬奨では最年少で最優秀主演女優賞を受賞、さらに翌年、第14回パリ映画祭で主演女優賞を受賞するなど、高い評価を受けた。
2004年の日中合作映画『about love アバウト・ラブ/関於愛(クワァンユーアイ)』「上海編」では塚本高史と、2009年の香港映画『ホーンティング・ラヴァー〜血ぬられた恋人たち〜』では、ヴァネス・ウー、加護亜依と共演している。
2012年7月に俳優の賈乃亮（ジア・ナイリャン）と結婚、同時に妊娠4カ月目であることを発表し、11月はじめ、第1子となる長女を帝王切開で出産したが、2019年に離婚した。

## 主な出演作品

### 映画
- シュウシュウの季節 天浴 (1998年)
- about love アバウト・ラブ/関於愛(クワァンユーアイ) 關於愛 (2004年)
- 我心飛翔 (2005年)
- ブラッド・ブラザーズ－天堂口－ 天堂口 (2007年)
- PUSH 光と闇の能力者 Push (2009年)
- 夜店（ワンナイト・イン・スーパーマーケット） 夜・店 (2009年)
- ホーンティング・ラヴァー〜血ぬられた恋人たち〜 等着你回来 (2009年)
- 私人定制 (2013年)

### テレビドラマ
- 三国志 呂布と貂蝉 呂布与貂蝉 (2001年)
- 八人の英雄(ヒーロー) 八大豪侠 (2005年)
- 13番目のプリンセス 十三格格 (2006年)
- 則天武后〜美しき謀りの妃〜 唐宮美人天下 (2011年)
- AA制生活 (2012年)
- 古剣奇譚 〜久遠の愛〜 古剣奇譚 (2014年)